# 相原豊次
相原 豊次（あいはら とよじ、1914年1月7日 - 没年不明）は、日本の陸上競技（短距離走）選手。1936年ベルリンオリンピックに出場。

## 生涯
中央大学在学中の1936年、ベルリンオリンピックに参加。男子400m走と男子4×400mリレー（相原豊次・市原正雄・窪田博芳・張星賢）に出場した。
1937年には箱根駅伝（第18回）にも出場した。
大学卒業後、簡易保険に就職。1937年の日本陸上競技選手権大会では、400m走（49秒3）・400mハードル（55秒7）の2種目で優勝した。
第二次世界大戦後は、栃木県から国民体育大会に出場しており、第10回大会（1955年）・第11回大会（1956年）では100m走（40歳以上の部）の2連覇を果たしている。